# تماجان (كجيد)
تماجان (بالفارسية: تماجان) هي قرية تقع في إيران في قسم كجيد الريفي. يقدر عدد سكانها بـ 67 نسمة بحسب إحصاء 2016.